# چزاره زاواتینی
چزاره زاواتینی  (زاده ۲۹ سپتامبر ۱۹۰۲ – درگذشته ۱۳ اکتبر ۱۹۸۹) فیلم‌نامه‌نویس، شاعر، نقاش و نویسنده که به عنوان نماینده برجسته سینمای نئورئالیسم ایتالیا شناخته می‌شود.

## زندگی‌نامه
فیلم‌نامه‌نویس بزرگ ایتالیایی و یکی از اولین نظریه‌پردازان جنبش نئورئالیسم سینمای ایتالیا، زاواتینی در لازارا، حوالی رجیو امیلیا در شمال ایتالیا زاده شد. وی تحصیلات خود را در دانشگاه شهر پارما در رشته حقوق گذراند. زاواتینی در دههٔ ۳۰ پس از نقل مکان کردن به میلان با ناشر مجله و کتاب آنجلو ریزولی همکاری کرد. در سال ۱۹۳۵ ملاقات تاریخی بین زاواتینی و دسیکا مسیر سینمای اروپا و زندگی این دو شخصیت مهم تاریخ سینما را به کلی تغییر داد. اولین همکاری مهم دسیکا - زاواتینی فیلم جریان‌ساز واکسی (۱۹۴۶) با مجموعه‌ای از نا بازیگران ساخته شد.
در سال ۱۹۴۸ زاواتینی دزد دوچرخه شاهکار سینمای نئورئالیسم را برای دسیکا به رشته تحریر در می‌آورد. در همان سال فیلم جایزه افتخاری اسکار را از آن خود می‌کند و زاواتینی نیز نامزد جایزه اسکار فیلمنامه می‌شود. معجزه در میلان (۱۹۵۱) سومین همکاری مهم او با دسیکا بود که فیلم توانست جایزه نخل طلایی جشنواره فیلم کن را از آن خود کند. در سال ۱۹۵۱ همکاری زاواتینی با دن لوکینو ویسکونتی پدر سینمای نئورالیسم در فیلم زیبا برگ زرینی در کارنامه وی رقم زد.
یک سال بعد از معجزه در میلان زوج هنری دسیکا - زاواتینی فیلم مهم و با اعتبار دیگری را با نام اومبرتو دی (۱۹۵۲) را در کارنامه خود ثبت می‌کنند این فیلم بی شک آخرین فیلم مهم جریان نئورئالیسم بود. با این وجود پس از این فیلم زاواتینی آثار مهم دیگری چون دو زن (۱۹۶۰)، بوکاچیو ۷۰ (۱۹۶۲)، دیروز امروز فردا (۱۹۶۳)، به دنبال روباه (۱۹۶۶)، باغ فینزی کوینتینی (۱۹۷۰) و مرخصی کوتاه (۱۹۷۳) را برای دسیکا نوشت.
وی در سال ۱۹۸۳ در سیزدهمین دوره جشنواره بین‌المللی فیلم موسکو یکی از اعضای هیئت ژوری بود.

## نئورئالیسم
زاواتینی بنیان‌گذار نظری نئورئالیسم بود. در سال ۱۹۴۲، او خواستار نوع جدیدی از سینمای ایتالیا شد—سینمایی که داستان‌های ساختگی را کنار بگذارد، از بازیگران حرفه‌ای استفاده نکند و برای یافتن محتوای خود به خیابان‌ها برود تا ارتباط مستقیمی با واقعیت اجتماعی معاصر برقرار کند. به گفته‌ی زاواتینی، داستان‌پردازی غیرواقعی بود زیرا ساختاری مصنوعی بر «زندگی روزمره» تحمیل می‌کرد و بازیگران حرفه‌ای نیز این نادرستی را تشدید می‌کردند، چراکه «اینکه یک نفر نقش فرد دیگری را بازی کند، خود نشان‌دهنده‌ی طرحی حساب‌شده است.»

## درگذشت
زاواتینی در سال ۱۹۸۹ در سن ۸۷ سالگی بدرود حیات گفت.